# Golfingiida
Golfingiida is een orde in de taxonomische indeling van de Sipuncula (Pindawormen).

## Taxonomie
De Golfingiida zijn onderverdeeld in vier families:
- Golfingiidae
  - Golfingia
  - Nephasoma
  - Onchnesoma
  - Phascolion
  - Themiste
  - Thysanocardia

- Siphonosomatidae Kawauchi, Sharma & Giribet, 2012

- Sipunculidae
  - Phascolopsis
  - Siphonomecus
  - Siphonosoma
  - Sipunculus
  - Xenosiphon